# Гуачука-Сіті (Аризона)
Гуачука-Сіті (англ. Huachuca City) — місто (англ. town) в США, в окрузі Кочіс штату Аризона. Населення — 1626 осіб (2020).

## Географія
Гуачука-Сіті розташована за координатами 31°37′51″ пн. ш. 110°20′32″ зх. д. / 31.63083° пн. ш. 110.34222° зх. д. (31.630790, -110.342272).  За даними Бюро перепису населення США в 2010 році місто мало площу 7,28 км², уся площа — суходіл.

### Клімат
Місто знаходиться у зоні, котра характеризується кліматом тропічних степів. Найтепліший місяць — липень із середньою температурою 25 °C (77 °F). Найхолодніший місяць — січень, із середньою температурою 7.8 °С (46 °F).
| Клімат Гуачука-Сіті     | Клімат Гуачука-Сіті | Клімат Гуачука-Сіті | Клімат Гуачука-Сіті | Клімат Гуачука-Сіті | Клімат Гуачука-Сіті | Клімат Гуачука-Сіті | Клімат Гуачука-Сіті | Клімат Гуачука-Сіті | Клімат Гуачука-Сіті | Клімат Гуачука-Сіті | Клімат Гуачука-Сіті | Клімат Гуачука-Сіті | Клімат Гуачука-Сіті |
| Показник                | Січ.                | Лют.                | Бер.                | Квіт.               | Трав.               | Черв.               | Лип.                | Серп.               | Вер.                | Жовт.               | Лист.               | Груд.               | Рік                 |
| Середній максимум, °C   | 14                  | 16                  | 19                  | 23                  | 27                  | 32                  | 31                  | 30                  | 29                  | 25                  | 19                  | 15                  | 23                  |
| Середня температура, °C | 7                   | 8                   | 11                  | 15                  | 19                  | 24                  | 25                  | 23                  | 22                  | 17                  | 11                  | 8                   | 16                  |
| Середній мінімум, °C    | 1                   | 2                   | 4                   | 7                   | 11                  | 17                  | 18                  | 17                  | 15                  | 10                  | 4                   | 1                   | 9                   |
| Норма опадів, мм        | 20                  | 20                  | 20                  | 0                   | 0                   | 10                  | 90                  | 80                  | 40                  | 20                  | 10                  | 20                  | 390                 |
| ----------------------- | ------------------- | ------------------- | ------------------- | ------------------- | ------------------- | ------------------- | ------------------- | ------------------- | ------------------- | ------------------- | ------------------- | ------------------- | ------------------- |
| Джерело: Weatherbase    |                     |                     |                     |                     |                     |                     |                     |                     |                     |                     |                     |                     |                     |

## Демографія
Згідно з переписом 2010 року, у місті мешкали 1853 особи в 782 домогосподарствах у складі 455 родин. Густота населення становила 255 осіб/км².  Було 920 помешкань (126/км²).
Расовий склад населення:
| - 77,1 % — білих - 6,4 % — чорних або афроамериканців - 2,1 % — азіатів - 1,4 % — корінних американців - 0,8 % — вихідців з тихоокеанських островів - 6,8 % — осіб інших рас |

До двох чи більше рас належало 5,4 %. Частка іспаномовних становила 19,6 % від усіх жителів.
За віковим діапазоном населення розподілялося таким чином: 26,9 % — особи молодші 18 років, 60,3 % — особи у віці 18—64 років, 12,8 % — особи у віці 65 років та старші. Медіана віку мешканця становила 35,3 року. На 100 осіб жіночої статі у місті припадало 95,5 чоловіків;  на 100 жінок у віці від 18 років та старших — 89,0 чоловіків також старших 18 років.
Середній дохід на одне домашнє господарство  становив 40 312 долари США (медіана — 31 058), а середній дохід на одну сім'ю — 46 446 доларів (медіана — 37 614). Медіана доходів становила 43 080 доларів для чоловіків та 30 385 доларів для жінок. За межею бідності перебувало 32,9 % осіб, у тому числі 40,4 % дітей у віці до 18 років та 8,4 % осіб у віці 65 років та старших.
Цивільне працевлаштоване населення становило 796 осіб. Основні галузі зайнятості: освіта, охорона здоров'я та соціальна допомога — 24,6 %, роздрібна торгівля — 17,7 %, публічна адміністрація — 12,2 %, науковці, спеціалісти, менеджери — 11,9 %.